# Choral scholar
En choral scholar är en student vid antingen ett universitet eller en privatskola, som uppbär stipendium, arvode eller lön i utbyte mot att sjunga i skolans eller universitets kör. Detta är vanligt förekommande i exempelvis Storbritannien vid skolor tillhörande en katedral, där kören är katedralkören. Vid universiteten i Cambridge och Oxford finns också många college, vars kapellkörer är mycket berömda och vars mansstämmor (countertenor, tenor och bas) består av universitetsstuderande. 
Termen används också för ungdomar som under ett sabbatsår sjunger i en katedralkör, och där vanligtvis uppbär samma ansvar som körens så kallade Lay Clerks. Om katedralen är kopplad till en katedralskola, kan lönen också innefatta del- eller heltidsundervisning vid denna skola.